# ديك هارلي
ديك هارلي (بالإنجليزية: Dick Harley) هو لاعب كرة قاعدة أمريكي، ولد في 25 سبتمبر 1872 في فيلادلفيا في الولايات المتحدة، وتوفي بنفس المكان في 3 مارس 1952.

## وصلات خارجية
- ديك هارلي على موقعبيزبول رفرنس.كوم (الدوري الرئيسي) (الإنجليزية)
- ديك هارلي على موقعبيزبول رفرنس.كوم (الدوري الثانوي) (الإنجليزية)